# Losino-Petrovskij
Losino-Petrovskij  (rusky Лоси́но-Петро́вский) je město v Ruské federaci. Při sčítání lidu v roce 2010 měl přes dvaadvacet tisíc obyvatel.

## Poloha a doprava
Losino-Petrovskij leží při ústí Vorji do Kljazmy, levého přítoku Oky v povodí Volhy. Od Moskvy je vzdálen přibližně padesát kilometrů severovýchodně. Jižně sousedí s podobně lidnatým Moninem, za kterým vede dálnice M7. Rovněž v Moninu je nádraží, odkud jezdí vlaky přes Ščolkovo, Koroljov a Mytišči na moskevské Jaroslavské nádraží.

## Dějiny
Sídlo zde vzniklo v roce 1708, kdy zde byla na základě výnosu Petra I. Velikého založena státní manufaktura na výrobu armádních stejnokrojů z losí kůže. Od toho je odvozen i název sídla.
Status města má od roku 1951.

## Kultura
V rámci územního dělení ruské pravoslavné církve je Losino-Petrovskij součástí balašichinské eparchie.